# جوديث فريمان
جوديث فريمان (بالإنجليزية: Judith Freeman)‏‏ (1 أكتوبر 1946 في أوغدن - ) روائية من الولايات المتحدة.

## الجوائز
- زمالة غوغنهايم